# Kabinett Schwarz
Das Kabinett Schwarz bildete vom 2. Oktober 1987 bis zum 31. Mai 1988 die Geschäftsführende Landesregierung von Schleswig-Holstein.
Nach dem Rücktritt von Uwe Barschel im Zuge der Barschel-Affäre gelang es nicht, einen neuen Ministerpräsidenten zu wählen. Barschels bisheriger Stellvertreter, Henning Schwarz, leitete damit geschäftsführend die Landesregierung bis zur vorgezogenen Landtagswahl am 8. Mai 1988 und bis zur Wahl Björn Engholms zum regulären Ministerpräsidenten am 31. Mai 1988.
| Amt                                                      | Name                                          | Partei | Partei |
| -------------------------------------------------------- | --------------------------------------------- | ------ | ------ |
| Ministerpräsident und Minister für Bundesangelegenheiten | Henning Schwarz geschäftsführend              |        | CDU    |
| Stellvertreter des Ministerpräsidenten                   | keiner                                        |        |        |
| Inneres                                                  | Karl Eduard Claussen                          |        | CDU    |
| Finanzen, Wirtschaft und Verkehr                         | Roger Asmussen                                |        | CDU    |
| Kultus                                                   | Peter Bendixen                                |        | CDU    |
| Ernährung, Landwirtschaft und Forsten                    | Günter Flessner                               |        | CDU    |
| Justiz                                                   | Heiko Hoffmann                                |        | CDU    |
| Soziales                                                 | Ursula Gräfin von Brockdorff bis 21. Mai 1988 |        | CDU    |